# Eladio Zárate
Eladio Zárate (né le 14 janvier 1942 à Alberdi au Paraguay) est un joueur de football international paraguayen.

## Palmarès
Unión Española
- Meilleur buteur de la Primera División de Chile

1967 (28 buts), 1969 (22 buts)
 Universidad de Chile
- Meilleur buteur de la Primera División de Chile

1971 (25 buts)
 Paraguay
- Deuxième de la Copa América

1963 (3 buts)